# جبل أوسوري
جبل أوسوري (باليابانية: 恐山) هو جبل ومعبد بوذي ووجهة حج دينية يقع في وسط شبه جزيرة شيموكيتا النائية بمحافظة آوموري، في منطقة توهوكو في شمال اليابان. يقع المعبد في فوهة بركان نشط ويُعتقد في الأساطير اليابانية أنه أحد بوابات العالم الآخر.

## أصل الكلمة
الاسم أصله من لغة الآينو، مع تغيير الشكل صوتيًا لاحقًا عند استعارته إلى اللغة اليابانية ليتناسب مع الكلمة اليابانية أوسوري (恐れ)، والتي تعني "الرعب"، ويرجع ذلك على الأرجح إلى خراب المناظر الطبيعية البركانية. ربما كان اسم الآينو للمنطقة هو يسوري (معنى غير محدد)، أو يشورو ("خليج، خليج كبير"، في إشارة إلى خليج موتسو) أو ربما حتى يوسات اورو نوبوري ("جبل في رماد"، وهو اسم مسجل في بعض القصص عن اينين).

## بركان جبل أوسوري
الجبل هو أحد قمم سلسلة جبال أوسوري-زان (恐山山地)، وهي سلسلة من ثمانية براكين سومية تمتد من الشرق إلى الغرب في وسط شبه جزيرة شيموكيتا. يبلغ ارتفاع جبل أوسوري 879 مترًا. وعلى الرغم من أن جبل أوسوري ثار آخر مرة منذ أكثر من 10,000 عام، إلا أن المنطقة بها العديد من الفتحات البركانية التي تنبعث منها الأبخرة والغازات البركانية (خاصة ثنائي أكسيد الكبريت)، مما يشير إلى أنه لا يزال بركانًا نشطًا. بحيرة أوسوري هي بحيرة فوهية في وسط جبل أوسوري، ذات مياه شديدة الحموضة.
خلال فترة مييجي، استغلت رواسب الكبريت في المنطقة، جزئيًا لتلبية الطلب على إنتاج البارود من قبل الجيش الياباني، ومع ذلك، لم يكن استخراج الرواسب اقتصاديًا بسبب بُعد الموقع والتوافر المتزايد للكبريت كمنتج ثانوي لتكرير النفط.

## معبد بودايجي وموقع الحج
الجبل هو موقع معبد بوذي سوتو زن، اسمه بودايجي (菩提寺)، تأسس في عام 862 من قبل الراهب إنين، مع جيزو بوساتسو كصورته الرئيسية. تم التخلي عن المعبد في عام 1457 وتم ترميمه للاستخدام مرة أخرى في عام 1530. في الفلكلور الشعبي، أصبح موقع جبل أوسوري، بمناظره الطبيعية المتفحمة من الصخور المتفجرة المليئة بالحفر المتفجرة المشهورة بألوانها الغريبة والأبخرة الضارة، أحد الأماكن العديدة في اليابان التي تم تحديدها كمدخل إلى العالم الآخر. تم تشبيه جدول صغير يجري إلى بحيرة أوسوري المجاورة بنهر سانزو، وهو نهر تحتاج أرواح المتوفيين إلى عبوره في طريقهم إلى الحياة الآخرة.
من السمات الفريدة لمعبد بودايجي وجود وسطاء معروفين باسم إيتاكو يزعمون أنهم يستدعون أرواح الموتى ويوصلون رسائل بأصواتهم. كان هؤلاء الوسطاء تقليديًا مكفوفين وكان عليهم تلقي تدريب روحي مكثف وطقوس تطهير، ومع ذلك، في العصر الحديث، تضاءل عددهم ولم يعد جميعهم مكفوفين. يقام في المعبد مهرجان إيتاكو تايساي مرتين سنويًا في الصيف والخريف.
ويحتفظ المعبد أيضًا بمنتجع للمياه الساخنة لاستخدامه من قبل الحجاج والسياح.

### في الفن المعاصر
يُعتقد أن أعمال الفنان المعاصر نارا يوشيتومو، وهو من مواليد محافظة آوموري، متأثرة، على الأقل لا شعوريًا، بجبل أوسوري (آيفي، 2010). على سبيل المثال، تصور قطعة بعنوان "ليس كل شيء إلا البيت الأخضر" طفلة صغيرة تقف فوق كومة من الدمى المهملة ذات الخصائص والعصور المختلفة تمامًا مثل تلك التي شوهدت في جبل أوسوري.
كجزء من مجموعة من الفطريات الخيالية، أنشأ الفنان تاكيشي يامادا فطر أوه-دوكورو-داكي (أو "فطر الجمجمة") والقصة المحيطة بوجوده على جبل أوسوري لمشروعه الفني "مركز علم الفطريات الطبية".

## معرض الصور

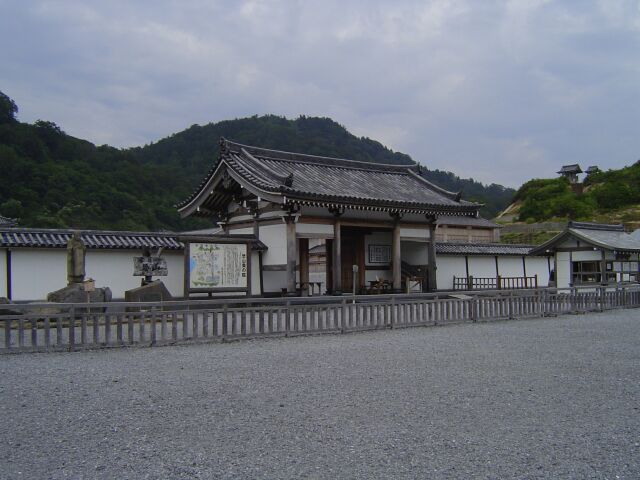
بوابة سومون في معبد بودايجي
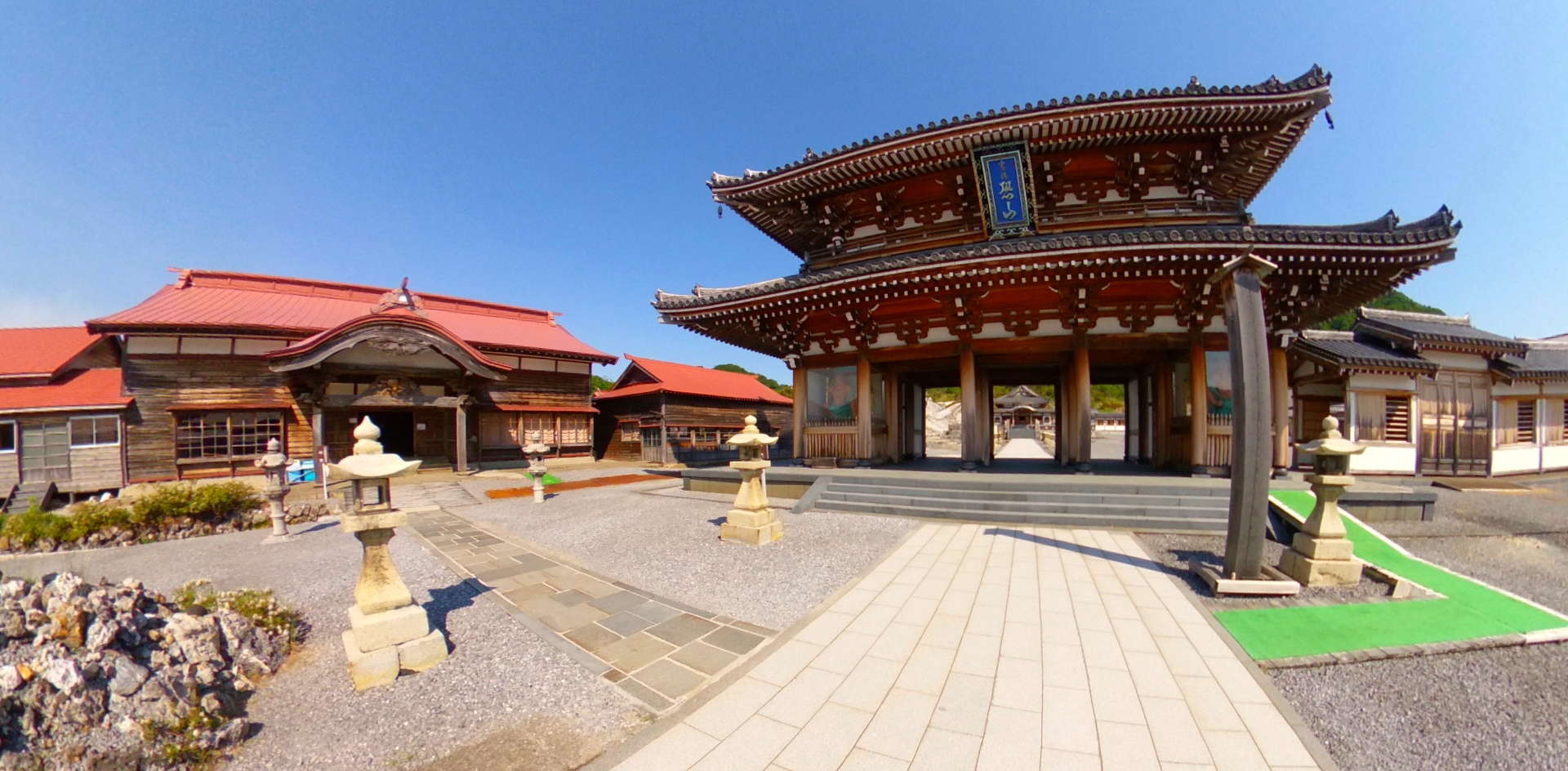
بوابة سامون في معبد بودايجي
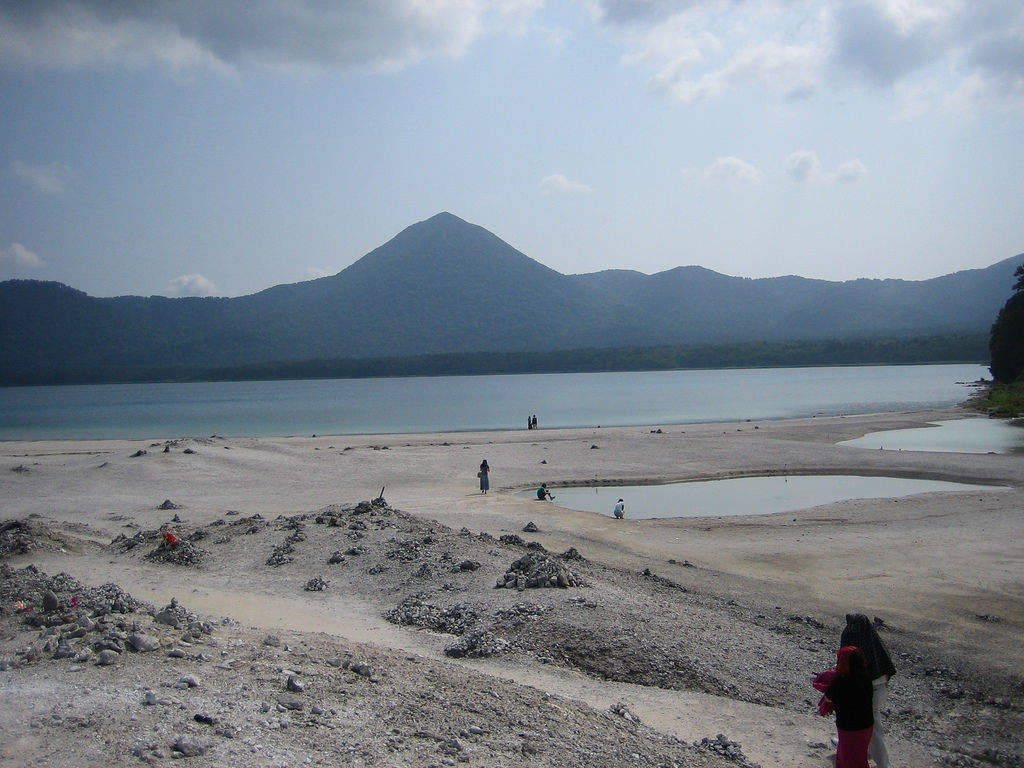
بحيرة أوسوري
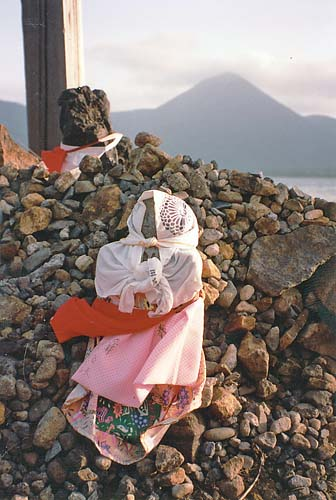
تمثال طفل